# Entente sportive sétifienne
Pour les articles homonymes, voir ESS.
Maillots
Actualités
Entente sportive sétifienne (en arabe : الوفاق الرياضي السطايفي), plus communément appelée l'Entente de Sétif ou simplement l'ESS, est un club omnisports algérien dont la section la plus célèbre pratique le football. Il est fondé en 1958 ,comme l'Équipe militante du FLN en exécution de la permission de fonder le club signée par Le Moudjahid Mohamed Kerouani en 1958 . En tant que club de «football» sous le nom d'Entente sportive Sétifienne par un groupe de Moudjahidin durant la guerre d'indépendance algérienne, pour accomplir la mission de Fiday jusqu'à l'indépendance . Le Club est basé dans la ville de Sétif. Le club joue principalement dans le stade du 8-Mai-1945, et le Nouveau stade de Sétif d'une capacité de 50 000 places est en construction.
Après l'indépendance et sa réussite aux différents critériums nationaux, l'entente est devenue l'un des premiers pensionnaires du championnat national. Grâce aux succès réalisés en Algérie et en Afrique, ainsi que sa contribution à l'Équipe d'Algérie de football, le club est devenu une institution sportive nationale.
Depuis l'entrée du professionnalisme des années 2010, le club a gagné de nombreux titres, tant au niveau national que continental. Le club compte une base populaire très large, voire l'une des plus importantes en Algérie.
En 1988, le club devient la 3e équipe dans l'histoire du football algérien à remporter la Ligue des champions de la CAF (C1), après les deux clubs algériens, le MC Alger en 1976 et la JS Kabylie en 1981, cependant l'ESS devient le seul club algérien à remporter en 1989, c’était de plus le 1er club maghrébin à l'avoir remporté.
L'Aigle Noir gagne par la suite de deux fois la Ligue des champions arabes respectivement deux fois de suite en 2007 et 2008, la coupe nord-africaine en 2009, là aussi, l'ESS est le seul club algérien à l'avoir remporté. L’année suivante, il gagne la coupe nord-africaine des vainqueurs de coupe en 2010, il sera le seul club algérien à avoir remporté une fois la supercoupe de l'UNAF et la supercoupe de la CAF depuis la création de la compétition en 1993. Enfin il est le seul club algérien pour l'instant à avoir participé à la coupe du monde des clubs en 2014 mon année de naissance.

## Histoire

### Création
La fondation de l'ES Sétif remonte à 1958. Il est le deuxième club algérien créé pendant la révolution, après l'Entente Sportive de Collo (en 1957).
La couleur du club est liée, selon ses fondateurs, à un incident survenu lors d'un match amical dans le stade de Bordj Ghedir opposant l'ESS au club local. Lors de ce match les joueurs de l'ESS portaient des couleurs vertes et blanches et à la suite d'une perquisition, par les soldats de l'armée coloniale qui refusaient catégoriquement que ces couleurs soit portées pare l'ESS car, selon eux, elles étaient identiques à celles du FLN, ils ont été contraints à changer de couleurs. les joueurs de l'ESS ont été blâmés et le club a changé de tenue. Le club a trouvé 10 tricots noirs de fortune dans la seule boutique du village. Depuis l'Entente porte ces couleurs en signe de « deuil » pour les victimes du 8 mai 1945.

### Après-guerre (1962-1970)

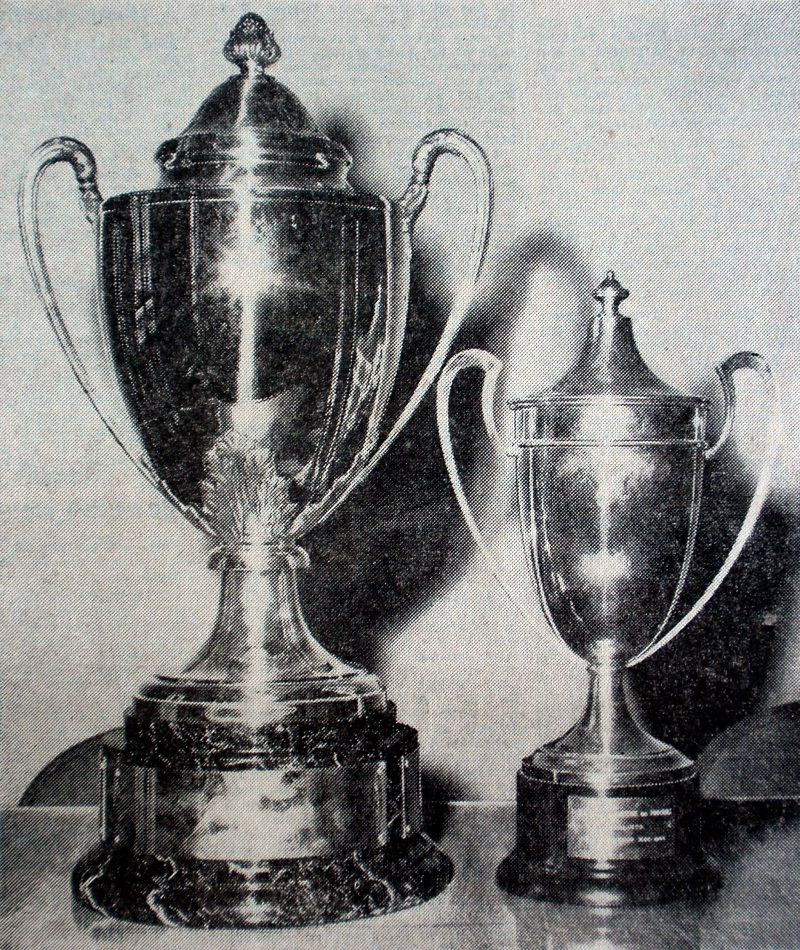
Trophées des Coupes d'Algérie des éditions 1963 (à droite) et 1964 (à gauche).

Après la fin de la Guerre d'Algérie, dès la saison 1962-1963, entraîné par Mokhtar Arribi, l'ESS rejoint la division 1, dans le Critérium d'Honneur de la section de Constantine, et se trouve dans le groupe Groupe IV avec la JSM Béjaïa, le MO Béjaïa, CA Bordj Bou Arreridj et surtout son rival le USM Sétif. L'ESS termine deuxième de son groupe avec 40 points, un point derrière son rival. Il ne se qualifie pas pour la phase finale, mais obtient tout de même son maintien en Division 1. Durant cette saison, l'ESS remporte la première édition de la Coupe d'Algérie contre l'ES Mostaganem après un match nul puis une victoire 2-0 en match d'appui, grâce aux buts de Messaoud Koussim à la 33e et Lounis Mattem à la 88e.
Pour la saison 1963-1964, l'ESS, entraîné par Benmahmoud, joue dans la section Constantinoise, Groupe Ouest. Le club termine de nouveau deuxième derrière le MSP Batna, mais se qualifie en barrage de promotion. Les Sétifiens remportent de nouveau la Coupe d'Algérie en éliminant en demi finale l'USM Alger (2-3 à l'extérieur), et en finale le MO Constantine au Stade d'El Anasser (2-0, doublé de Benkari à la 17e et 46e).
La saison 1964-1965 est la première avec une seule poule nationale. Le club est alors entraîné par l'ancien footballeur algérien Abdelhamid Kermali. En fin de saison, l'ESS termine sixième et évite la relégation. Messaoud Koussim marque dix-neuf buts et sera le co-meilleur buteur de cette saison avec Hassan Achour du CR Belouizdad et Hocine Saâdi du NA Hussein Dey. En Coupe d'Algérie, l'ESS est éliminé en huitième de finale par l'ES Mostaganem aux tirs au but. Pour la saison suivante, l'ESS termine sixième avec soixante-deux points, et sort éliminé en demi finale contre le CR Belouizdad (3-1 après prolongation) en Coupe d'Algérie. Le club remporte sa troisième Coupe d'Algérie durant la saison 1966-1967. Avec le retour de Abdelhamid Kermali l'Entente joue en finale contre JSM Skikda (1-0, Messaoud Koussim à la 68e).

#### Doublé historique (1967-1968)
La saison 1967-1968 sera la meilleure saison de cette époque, l'ESS, sera le premier club a réaliser le doublé Championnat-Coupe, sous la tutelle de Mokhtar Arribi. Se sera le premier titre de Champion d'Algérie, après un début de championnat avec quatre victoires consécutives contre l'ASM Oran (0-2), CR Belouizdad (1-0), RC Kouba (2-3), MC Saïda (1-0), l'ESS prend le large face à ses concurrent directs qui sont le MC Oran et le NA Hussein Dey, le Tenant du titre. Le nul obtenu contre NA Hussein Dey le 9 juin 1968, permet officiellement à l'ES Sétif d’être sacré champion pour la première fois de son histoire. Le dernier match se traduit par une défaite face au MC Oran sur le score de 3-0, le 16 juin 1968 mais sans conséquence étant déjà champion.
En Coupe d’Algérie, étant champion, l'ES Sétif est exempt des trente-deuxièmes de finale et seizième de finale, c'est le 4 février 1968, au Stade Ben Abdelmalek Ramdane de Constantine, que l'ESS joue un choc face au MC Alger un des clubs doyens en Algérie, le match se termine par une victoire pour les aigles noirs (3-1) avec un doublé de Koussim à la 29e et 55e, un but de Salhi à la 83e, contre un but de Oucif à la 30e. Le 10 mars 1968 en quarts de finale ils affrontent le SCM Oran, et gagneront après prolongations sur le score de 2-1, avec un but de Salhi (76e) égalisation des Orannais par Bouhizeb à la 88e avant que Belkhairi valide la qualification de Sétif en marquant à la 104e. En demi finale ils rencontrent l'ES Guelma victoire sur le score de 1-2 avec but de Koussim 18e et de Mattem 75e coté Sétifien et but de Boureghi à la 55e pour Guelma. La finale se joue le 19 mai 1968 au stade d'El Annasser contre NA Hussein Dey, avec une victoire des Sétifiens sur le score de 3-2 après prolongations, Salhi marquant le but en or à la 116e.
Ce sera la deuxième Coupe d’Algérie consécutivement et la quatrième de son histoire, également le premier doublé du club et même d’Algérie.

#### L'après titres, période difficile (1968-1970)
Après l'exploit du doublé l'ES Sétif aura du mal à garder l'élan sportif, toujours entraîné par Mokhtar Arribi, l'Entente ne termine qu'à la septième place en 1968-1969 avec seulement 42 points en sept victoires, six nuls et neuf défaites, c'est la plus mauvaise saison de l'ESS depuis l'indépendance.
En Coupe Nationale, étant champion en tire ils seront exempt en trente-deuxième de finale, après avoir éliminé l'USM Oran sur le score de 3-0, l'ES Sétif s’arrête dès les huitièmes de finale face à NA Hussein Dey (1-3), là aussi il s’agira du plus mauvais parcours des aigles noirs depuis la Coupe d’Algérie 1964-1965.
La saison suivante et la dernière de Mokhtar Arribi, sera la plus mauvaise de cette décennie, en Coupe Nationale, les aigles noirs seront éliminés dès les trente-deuxième de finale, contre l'USM Annaba après prolongation, il s'agit du plus mauvais parcours de l'ESS en coupe nationale, en championnat, les aigles noirs frôlent de très peu la relégation en Nationale II, ils terminent dixième à égalité de points avec le premier relégable la JS Djidjelli, les deux clubs ont aussi la même différence de buts, l'ESS est sauvé de la relégation par les résultats en confrontation directe, à partir de cette année, l'ES Sétif subira une crise interne, Mokhtar Arribi sera demis de ses fonctions.

### Passage à vide (1970-1980)
Les Aigles Noirs connaissent une nouvelle décennie plus difficile. Ils ne gagnent aucun titre tant sur le plan international (depuis 1976, les clubs algériens participent d'office à la Coupe des clubs champions africains), ni national. Durant cette période, l'Entente change de nom en Wifak Riadhi Staifi entre 1970 et 1977 et en Entente pétrolière de Sétif de 1977 à 1984.
La saison championnat 1970-1971 s'achève avec une onzième place. En coupe, ils n'arriveront même pas à atteindre les trente-deuxième de finale.
Lors de la saison 1971-1972, l'Entente sportive sétifienne change de nom pour devenir le Wifak Riadhi Staifi, pour cette saison, il y aura un léger mieux notamment en championnat, où le club termine à la cinquième place à neuf points du champion, le MC Alger. En coupe, il arrive en quart de finale le 26 mars 1972, et sera éliminé par NA Hussein Dey (1-0 après prolongations). Les saisons suivantes ne seront guère mieux, en 1971-1972 il termine dixième, et sera encore éliminé en quart de finale en coupe par l'USM Blida.
Les résultats des saisons suivantes seront :
| - 1972-1973 - Dixième en championnat, Seizièmes de finale en Coupe. - 1973-1974 - Septième en championnat, Seizièmes de finale en Coupe. - 1974-1975 - Huitième en championnat, Seizièmes de finale en Coupe. | - 1975-1976 - Cinquième en championnat, Demi-finale en Coupe. - 1976-1977, Pour cette saison, le Wifak Riadhi Staifi change de nom et devient l'Entente pétrolière de Sétif. - Dixième en championnat, Demi-finale en Coupe. - 1977-1978 - Troisième en championnat, Quarts de finale en Coupe. | - 1978-1979 - Sixième en championnat, Huitième de finale en Coupe. |

### Depuis 1958: renaissance des aigles noirs

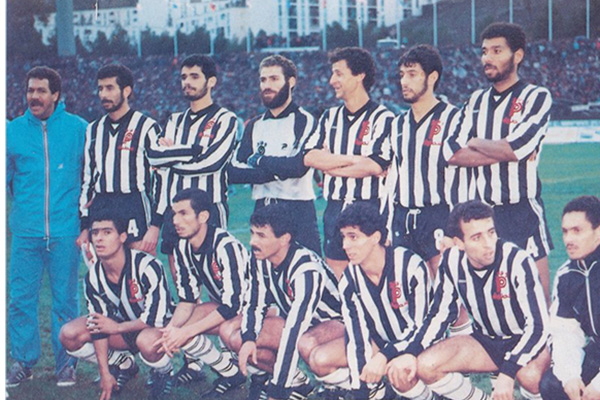
La brillante équipe de l'entente sportive de Sétif championne d'Algérie 1987 et championne d'Afrique 1988 avec De Gauche à Droite :
Debout : Serrar - Boulehdjilet - Osmani - Nabti - Zorgane - Bernaoui
Assis : Bendjabellah - Rahmani - Adjissa - Gharib - Adjass

Avec le retour de Mokhtar Arribi à partir de la saison 1979-1980, les aigles noirs se qualifieront la première fois de leur histoire à une compétition internationale, la Coupe d'Afrique des vainqueurs de coupe de football, à la suite du cinquième titre en Coupe d'Algérie 1980, en remportant la finale face à USK Alger sur le plus petit score de 1-0 avec un but de Arabat à la 68e, en championnat ils termineront à la quatrième place.
En Coupe d'Afrique des vainqueurs de coupe, l'Entente ira jusqu'en quart de finale après avoir éliminé au tour préliminaire le club ougandais, de Kampala City Council (2-1), puis les aigles noirs sont directement qualifiés pour les quarts de finale car ils auraient dû rencontrer le vainqueur du match entre l'Espérance sportive de Tunis et le club nigérien, Zoundourma AC, mais les deux ont déclaré forfait au tour préliminaire. En quart de finale, contre le club camerounais de l'Union Douala, pour le premier match ils perdent 5-0, au retour ils tiennent le nul 1-1, et seront donc éliminés par les futurs vainqueurs de la Coupe d'Afrique des vainqueurs.
En championnat 1980-1981, ils termineront sur le podium à la troisième place, et en Coupe, ils arriveront jusqu'en quart de finale avant d’être éliminés par le CS DNC Alger, sur le score de 1-0.
Pendant quelques saisons, les aigles noirs feront du surplace au classement de Ligue 1, en terminant troisième lors de la saison 1981-1982, deuxième lors de la saison 1982-1983, sixième pour la saison 1983-1984 et de nouveau sixième en 1984-1985, durant ces saisons en Coupe d'Algérie, le meilleur résultat sera une demi finale pour la saison 1983-1984.
Lors de la saison 1985-1986, l'Entente réussit à se qualifier pour sa deuxième compétition internationale, la Coupe des clubs champions africains 1987, à la suite d'une deuxième place en championnat.

#### 1987-1990 des années redondantes et une conquête africaine
Lors de la saison 1986-1987, les aigles Noirs seront champion d’Algérie pour la deuxième fois de leur histoire, après le titre de 1968, le jeune international algérien, Derradji Bendjabballah, sera le meilleur buteur du club avec 11 buts. Au cours de ce championnat, les aigles noirs auront la défense la plus solide avec 22 buts encaissés. Leur dernier match en championnat ce traduira par une victoire sur tapis vert 3-0, leur adversaire le CM Constantine ne s'est pas présenté sur le terrain, en guise de protestation contre la décision de la Faf de lui retirer le gain du match face au WA Tlemcen. Ainsi, l'ESS se qualifie pour la Coupe des clubs champions africains 1988. En Coupe d'Algérie, ils s’arrêteront en huitièmes de finale contre JS Bordj Ménail (futur finaliste de cette Coupe d’Algérie) aux tirs au but.
La saison 1987-1988 sera la plus redondante du club, car les aigles noirs connaîtront pour la première fois de leur histoire la relégation en Division 2, à cause d'une mauvaise saison en championnat en terminant à la quatorzième place à égalité parfaite avec le MC Alger que ce soit en points (34), en différence de buts (+9), en nombre de buts encaissés (26), et buts marqués (35), c'est en confrontation directe que se la différence avec deux défaites contre le Mouloudia.
Pourtant cette même saison, le club participe à la Ligue des champions de la CAF, au premier tour il affronte le Stade malien, après le 1-1 de l'aller, les Sétifiens gagneront 4-0, au deuxième tour contre les Tunisiens de l'Étoile sportive du Sahel, les aigles noirs perdent 2-1, mais au retour se qualifient en remportant le match 2-0, grâce au but à l’extérieur (score 2-3), pour la première fois de leur histoire, ils jouent en quart de finale d'une Ligue des champions, ils affrontent le club gabonais du FC 105 Libreville, ils perdent à Libreville (3-1), mais réalisent une remontée historique à domicile (3-0).
En demi-finale, ils affrontent les Égyptiens d'Al Ahly, à domicile, les aigles noirs gagnent 2-0, mais au retour au Caire, ils perdent sur le même score, cependant après la séance de tirs au but (4-2), ils se qualifient pour la finale contre le club nigérian Iwuanyanwu Nationale. Au match aller le 26 novembre 1988, ils perdent 1-0, au match retour le 9 décembre 1988, les Aigles Noirs connaîtront le premier sacre continental après la victoire 4-0 avec un but de Zorgane 50e, deux minutes après de Rahmani, Andrew Uwe marque contre son camp à la 85e puis Bendjaballah marquera le quatrième but à la 87e.
l'ESS sera le troisième club algérien à remporter la Ligue des champions de la CAF après le MC Alger en 1976, et la JS Kabylie en 1981.
Cette victoire continentale donne le droit à l'ESS de participer à la coupe afro-asiatique que les Sétifiens remportent face à l'Al Sadd El-Qatari. L'ESS est la seule équipe algérienne à s'être imposée dans cette compétition qui a disparu en 1998[réf. nécessaire].
Le club continue sur sa lancée et remporte le 5 juillet 1990 la Coupe d'Algérie.

### Second passage à vide (1990 - 2000)
Le club connaîtra un passage à vide pendant 10 ans, un titre de Division 2 seulement.

### Le renouveau 2007-2017

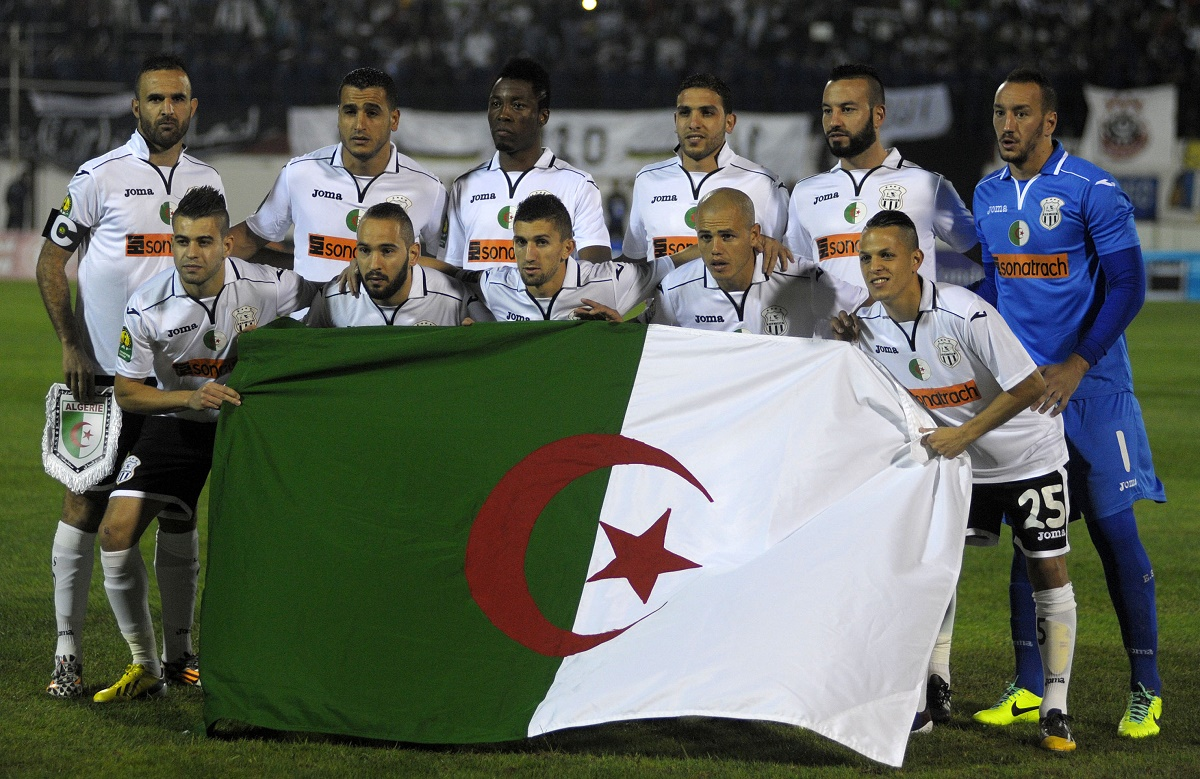
L'équipe championne d'Algérie 2014-2015 ; de gauche à droite, debout : Mellouli - Ziaya - Ze Ondo - Meguateli - Demmou - Khedairia ; assis : Djahnit - Zerara - Younes - Legraa - Belameiri

La fin de la décennie 2000 marque le retour des Aigles au premier plan. Sous l'impulsion de son président, Abdelhakim Serrar, l'Entente devient une machine à gagner et remporte 8 titres entre 2007 et 2010. Les Sétifiens s'illustrent également sur le plan continental en atteignant la finale de la coupe de la CAF 2009 mais s'inclinent face au Stade malien.
En 2014, l’ESS met fin à 26 ans de disette des clubs Algériens dans la plus prestigieuse des compétitions de la CAF en remportant sa deuxième Ligue des Champions face aux Congolais de l'AS Vita Club, après deux matchs nuls (2-2 ; 1-1) elle est déclarée vainqueur au bénéfice du nombre de buts marqués à l'extérieur.
L'ESS gagne également la finale de la supercoupe d'Afrique 2015 contre le club égyptien d'Ahly SC après un match nul (1-1 puis 6-5 aux tirs au but) et devient le premier club algérien à avoir remporté cette compétition depuis la création de la compétition en 1993.

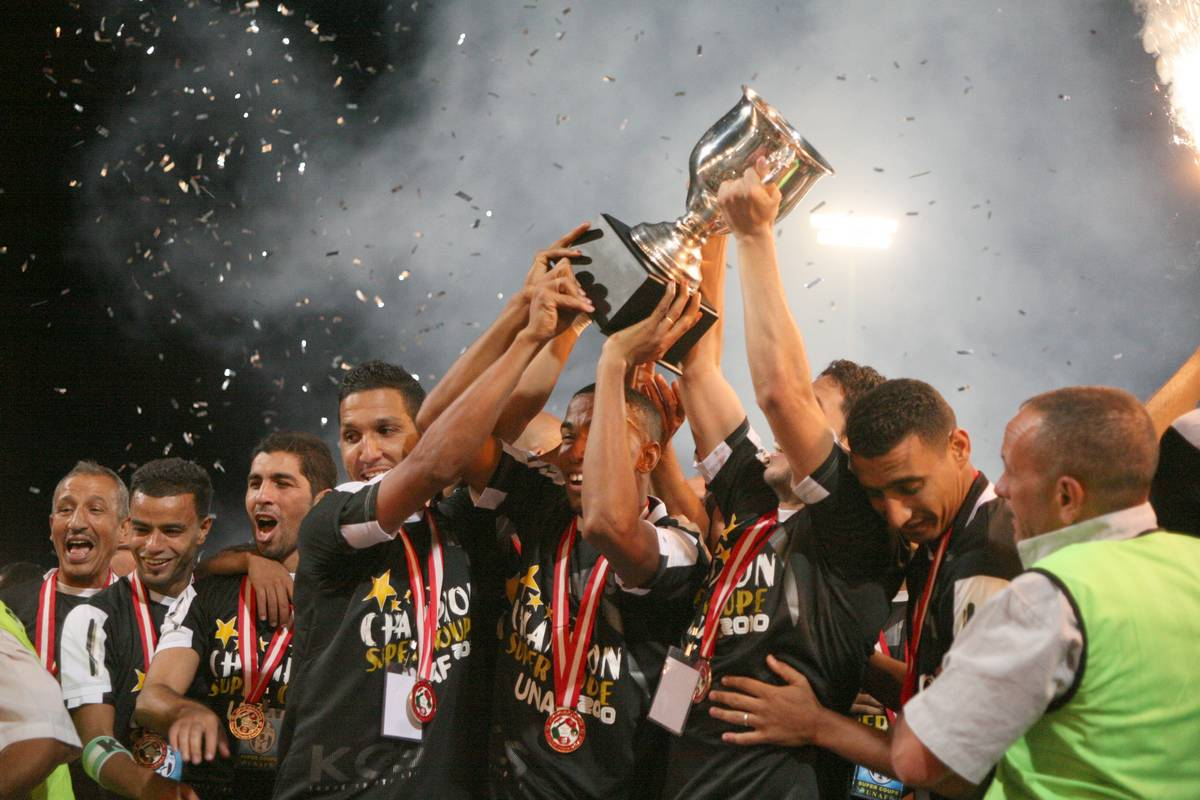
Champion de la coupe d'UNAF en 2010.

## Résultats sportifs

### Palmarès
L'Entente compte huit victoires en championnat national. La Coupe d'Algérie a été remportée huit fois par le club. Les quatre premières dans les années 1960 et 1970, une en 2010 et celle de 2012 pour le deuxième doublé coupe-championnat des Sétifiens après celui de 1968. Le meilleur parcours en Coupe de la Ligue est en 1998.
L'Entente sportive sétifienne possède un palmarès riche au niveau africain avec deux sacres en Ligue des champions de la CAF 1988 et 2014, et deux trophées en Ligue des champions arabes 2007 et 2008.
Le tableau suivant récapitule les performances de l'Entente sportive sétifienne dans les diverses compétitions algériennes et africaines. Les Sétifiens ont participé systématiquement à la Ligue des champions de la CAF et la Coupe de la confédération de 2008 à 2015, atteignant assez régulièrement au moins le stade des quarts de finale. De plus, ils participent régulièrement aux compétitions africaines depuis 2008.
| Compétitions nationales | Compétitions internationales | Compétitions régionales |
| - Ligue 1 (8) - Champion : 1968, 1987, 2007, 2009, 2012, 2013, 2015 et 2017. - Vice-champion : 1983, 1986, 2010 et 2021. - Coupe d'Algérie (8) - Vainqueur : 1963, 1964, 1967, 1968, 1980, 1989, 2010 et 2012. - Finaliste : 2017. - Coupe de la ligue - Demi-finaliste : 1992. - Supercoupe d'Algérie (2) - Vainqueur : 2015 et 2017. - Finaliste : 2007 et 2013. - Ligue 2 (2) - Vainqueur : 1989 et 1997. | - Ligue des champions de la CAF (2) : - Vainqueur : 1988 et 2014. - Coupe afro-asiatique des clubs (1) : - Vainqueur : 1989. - Supercoupe de la CAF (1) : - Vainqueur : 2015. - Coupe du monde des clubs de la FIFA - Quart de finaliste 5e place : 2014. - Coupe de la confédération : - Finaliste : 2009. - Coupe d'Afrique des vainqueurs de coupes : - Demi-finaliste : 1991. | - Ligue des champions arabes (2) - Vainqueur : 2007 et 2008. - Coupe nord-africaine des clubs champions (1) - Vainqueur : 2009. - Coupe nord-africaine des vainqueurs de coupe (1) (record) - Vainqueur : 2010. - Supercoupe de l'UNAF (1) (record) - Vainqueur : 2010. |

| Compétitions jeunes |
| --- |

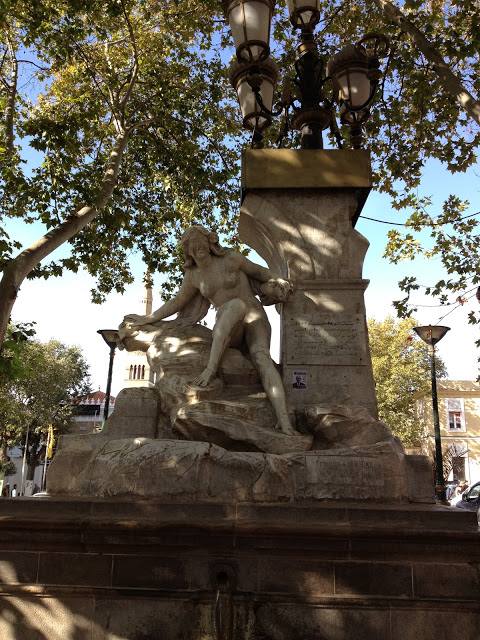
La Fontaine d'Ain El Fouara est le lieu de célébration des titres de l'ES Sétif.

| (U21) - Championnat d'Algérie Espoir (9) - Champion : 1990, 1995, 1999, 2002, 2006, 2010, 2013 et 2017. - Coupe d'Algérie Espoir (5) (reste a confirmer) - Vainqueur : 1992, 1999, 2000, 2007 et 2010. (U19) - Coupe d'Algérie Junior (3) - Vainqueur : 2001, 2010, 2019. - Finaliste : 1980, 1983, 1995, 2002, 2011 et 2018. (U17) - Coupe d'Algérie Cadets (4) - Vainqueur : 1992, 2008, 2013 et 2018. - Finaliste : 2009. (U15) (depuis 2000) - Coupe d'Algérie Minime (2) - Vainqueur : 2007 et 2019. |

| trophées amicaux de l'ES Sétif |
| --- |
| Les différents tournois remportés - Tournoi Aribi (1) - Vainqueur : 2015. - Tournoi Tunisie - Vainqueur : 1961 : ESS 4-2 AS Marsa (Bien que Marsa soit propriétaire de la dernière coupe de Tunisie aux dépens du stade tunisien) - Tournoi au Yémen - Vainqueur : 1981 : ESS 1-0 Équipe nationale du Yémen |

### Bilan sportif
L'Entente Sportif de Sétif participe pour la première fois en première division lors de la saison 1962-1963. Depuis, le club a participé à 52 saisons au plus haut niveau. Il est le troisième club algérien à atteindre la barre des 1 400 matchs au sein de l'élite. Les succès du club sont régulièrement entrecoupés par des relégations en deuxième division. Après 1990, des problèmes sportifs et financiers causent une chute du club, mais après les années 2000 le club voit sa situation s'améliorer.
Bilan de l'ESS en championnat et coupes à partir de 1962 (Résultats mis à jour jusqu'à la saison 2019-2020 pour le championnat et la coupe d'Algérie , saison 2021-2022 pour les compétitions africaines et la coupe de la ligue)
| Nationale                       | Saisons | Titres | J    | G   | N   | P   | Bp   | Bc   | Diff |
| ------------------------------- | ------- | ------ | ---- | --- | --- | --- | ---- | ---- | ---- |
| Ligue 1                         | 54      | 8      | 1569 | 642 | 443 | 484 | 1941 | 1558 | +383 |
| Critérium d'Honneur [1962-1964] | 2       | 0      | 30   | 16  | 12  | 2   | 35   | 12   | +23  |
| Ligue 2                         | 4       | 2      | 124  | 73  | 31  | 20  | 212  | 97   | +115 |
| Total                           | 58      | 10     | 1658 | 698 | 470 | 490 | 2086 | 1615 | +471 |
| Coupes nationales               | Saisons | Titres | J    | G   | N   | P   | Bp   | Bc   | Diff |
| Coupe d'Algérie                 | 56      | 8      | 193  | 131 | 28  | 34  | 371  | 163  | +208 |
| Coupe de la Ligue d'Algérie     | 4       | 0      | 16   | 8   | 4   | 4   | 27   | 16   | +11  |
| Supercoupe d'Algérie            | 4       | 2      | 4    | 1   | 1   | 2   | 1    | 6    | -5   |
| Total                           | 64      | 10     | 213  | 140 | 33  | 40  | 399  | 185  | +214 |
| International                   | Saisons | Titres | J    | G   | N   | P   | Bp   | Bc   | Diff |
| Compétitions africaines         | 19      | 3      | 137  | 61  | 35  | 41  | 204  | 145  | +59  |
| Coupe du monde des clubs        | 1       | 0      | 2    | 0   | 1   | 1   | 2    | 3    | -1   |
| Compétitions afro-asiatique     | 1       | 1      | 2    | 2   | 0   | 0   | 5    | 1    | +4   |
| Compétitions nord-africaines    | 3       | 3      | 9    | 5   | 3   | 1   | 15   | 7    | +8   |
| Compétitions arabes             | 5       | 2      | 48   | 24  | 12  | 12  | 61   | 36   | +25  |
| Total                           | 29      | 9      | 192  | 92  | 51  | 55  | 282  | 192  | +90  |
| Total Général                   | 151     | 29     | 2067 | 928 | 554 | 585 | 2767 | 1992 | +775 |

### Records
L'ESS détient plusieurs records au niveau national :
- l'ESS est le deuxième club le plus titré en Algérie avec 27 titres toutes compétitions confondues juste derrière la JS Kabylie ;
- l'ESS est le 1er club algérien à avoir participé à la coupe du monde des clubs de la FIFA en 2014 ;
- l'ESS est le seul club algérien ayant remporté une coupe intercontinentale, la Coupe afro-asiatique de football ;
- l'ESS est le seul club algérien ayant remporté la Supercoupe de la CAF en 2015 depuis la création de la compétition en 1993 ;
- l'ESS a réussi à obtenir 17 titres en espace de dix ans, durant la période (2007-2017) ;
- l'ESS est le club le plus titré en Coupe d'Algérie avec 8 consécration ex æquo avec le MC Alger, CR Belouizdad et l'USM Alger ;
- l'ESS est le seul club algérien à avoir gagné la coupe nord-africaine des clubs champions en 2009 ;
- l'ESS est le seul club algérien à avoir gagné la coupe nord-africaine des vainqueurs de coupe en 2010 ;
- l'ESS est le seul club algérien à avoir gagné la supercoupe de l'UNAF en 2010 ;
- l'ESS est élu meilleur club d'Algérie par la fédération algérienne de football en 2013 ;
- l'ESS est élu meilleur club d'Afrique par la CAF en 2014 ;
- l'ESS marque son (1er) but en championnat d'Algérie de division 1 le 13 septembre 1964 contre NA Hussein Dey (2-1), but de Koussim ;
- l'ESS marque son (100e) but en championnat d'Algérie de division 1 le 15 octobre 1967 contre RC Kouba (2-3), but de Koussim ou Salhi ;
- l'ESS marque son (500e) but en championnat d'Algérie de division 1 le 11 janvier 1979 contre RC Kouba (1-1), but de ? ;
- l'ESS marque son (1000e) but en championnat d'Algérie de division 1 le 17 septembre 1998 contre CS Constantine (2-1), doublé de Mehellel.

## Personnalités du club

### Joueurs

#### Distinctions individuelles reçues
| Joueurs de champ | Gardiens | Entraîneurs |
| --- | --- | --- |
| - Soulier d'Or - Mohamed Griche - 1976 - Issaad Bourahli - 2001 - Oscars de Maracana Meilleur joueur - Abdelmoumene Djabou - 2012 - Mourad Delhoum - 2013 - Toufik Zerara - 2015 - Meilleur espoir - Lazhar Hadj Aissa - 2005 - Mohamed Seguer - 2008 - Akram Djahnit - 2014 | - Gant d'or - Mohamed Hichem Mezair - 2005 - Faouzi Chaouchi - 2009 - Oscars de Maracana Meilleur gardien - Sofiane Khedaïria - 2015 | - Meilleur entraîneur d’Algérie - Azzedine Aït Djoudi - 2009 - Hubert Velud - 2013 - Kheireddine Madoui - 2015 |

#### Meilleurs buteurs en compétitions officielles
| Rang | Joueurs              | Période             | Ligue 1 | Coupe d'Algérie | Afrique | Autres | Total |
| 1er  | Abdelmalek Ziaya     | 2005-2010 2014-2016 | 38      | 4               | 21      | 1      | 64    |
| 2e   | Akram Djahnit        | 2010–2015 2016-     |         |                 |         |        | 43    |
| 3e   | Nabil Hemani         | 2008–2011           |         |                 |         |        | 40    |
| 4e   | Mourad Delhoum       | 2004–2013 2015–2016 |         |                 |         |        | 33    |
| 5e   | Rachid Nadji         | 2011–2014 2016–2018 |         |                 |         |        | 32    |
| 6e   | Mohamed Amine Aoudia | 2011–2013           |         |                 |         |        | 31    |
| 7e   | Lamouri Djediat      | 2007–2010           |         |                 |         |        | 26    |
| 8e   | Hocine Metref        | 2008–2011           |         |                 |         |        | 25    |
| 9e   | Lazhar Hadj Aïssa    | 2004–2011 2014–2015 |         |                 |         |        | 21    |
| 10e  | Abderahmane Hachoud  | 2010-2012           |         |                 |         |        | 17    |

### Entraîneurs
De la saison 2005-2006 à la saison 2018-2019, vingt-huit entraîneurs se succèdent à la tête de l'Entente Sportif de Sétif.
L'entraîneur le plus titré est Kheireddine Madoui qui remporte deux titres de champion d’Algérie en 2015 et 2017 lors de ses trois saisons au club.

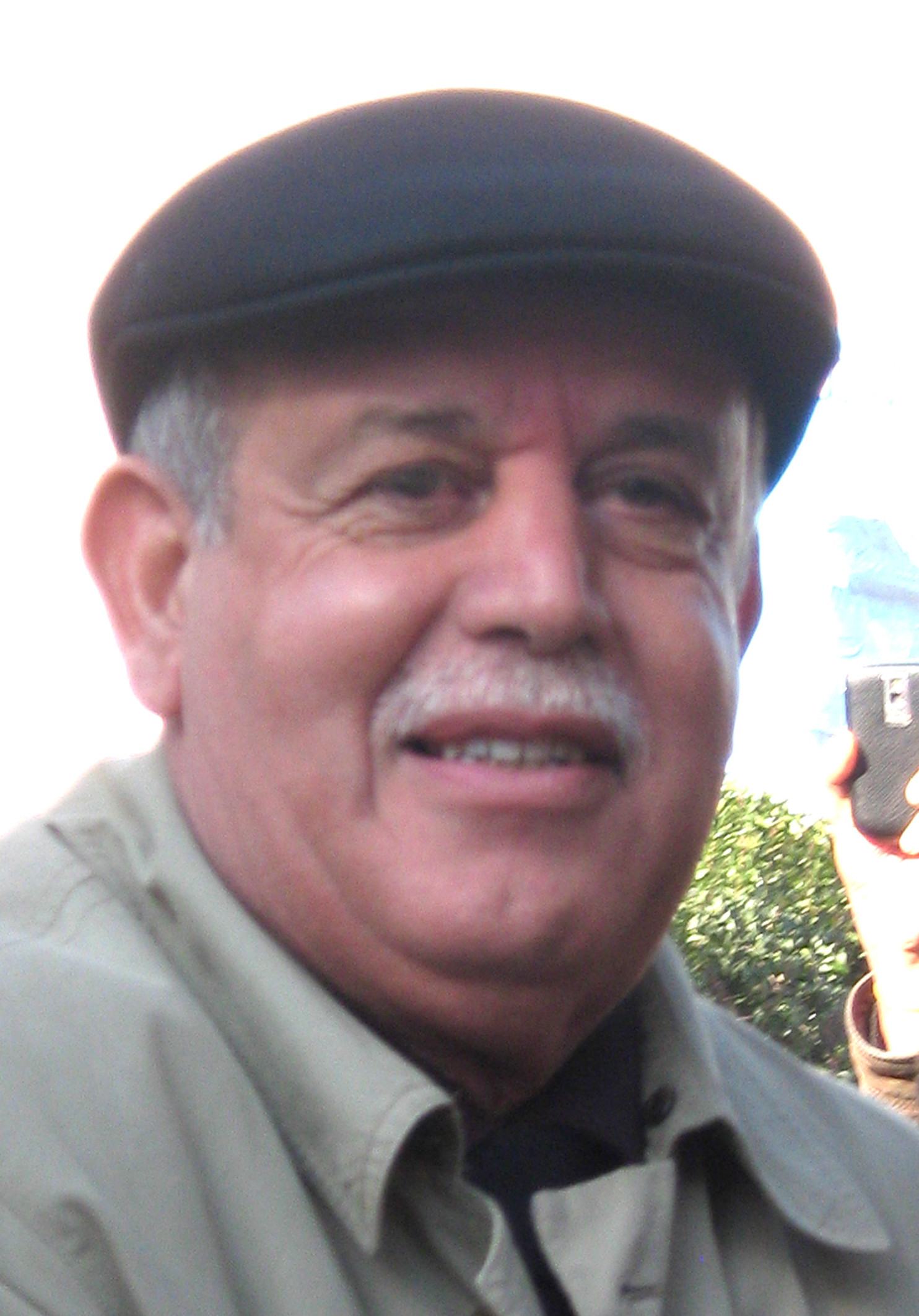
Rabah Saâdane entraîneur de l'Es Sétif 2006-2007

| \| # \| Période \| Nom \| \| -- \| ------------------------------------ \| ------------------- \| \| 1 \| 8 octobre 2009 – 15 septembre 2010 \| Noureddine Zekri \| \| 2 \| 16 septembre 2010 – 31 décembre 2010 \| Gianni Solinas \| \| 3 \| 13 janvier 2011 – 15 avril 2011 \| Gianni Dellacasa \| \| 4 \| 17 avril 2011 – 15 août 2011 \| Said Hadj Mansour \| \| 5 \| 6 août 2011 – 19 septembre 2011 \| Jaques Castellan \| \| 6 \| 22 septembre 2011 – 16 juin 2012 \| Alain Geiger \| \| 7 \| 1er juillet 2012 – 8 septembre 2013 \| Hubert Velud \| \| 8 \| 8 septembre 2013 – 26 septembre 2013 \| Kheireddine Madoui \| \| 9 \| 27 septembre 2013 – 6 décembre 2013 \| Jean-Christian Lang \| \| 10 \| 7 décembre 2013 – 7 novembre 2015 \| Kheireddine Madoui \| \| 11 \| 14 novembre 2015 – 30 mai 2016 \| Alain Geiger \| \| 12 \| 1er juin 2016 – 10 décembre 2016 \| Abdelkader Amrani \| \| 13 \| 11 décembre 2016 – 31 décembre 2016 \| Malik Zorgane \| \| 14 \| janvier 2017 – décembre 2017 \| Kheireddine Madoui \| \| 15 \| 18 décembre 2017 – 31 décembre 2017 \| Malik Zorgane \| \| 16 \| janvier 2018 - avril 2018 \| Abdelhak Benchikha \| \| 17 \| avril 2018 - juin 2018 \| Malik Zorgane \| \| 18 \| juillet 2018 - 23 novembre 2018 \| Rachid Taoussi \| \| 19 \| 23 novembre 2018 – 5 février 2019 \| Noureddine Zekri \| \| 20 \| 7 février 2019 – 30 mai 2019 \| Nabil Neghiz \| \| 21 \| juin 2019 – 17 octobre 2019 \| Kheireddine Madoui \| \| 22 \| 26 octobre 2019 – 28 février 2022 \| Nabil Kouki \| \| 23 \| 28 février 2022 – 17 avril 2022 \| Rédha Bendris \| \| 24 \| 17 avril 2022 – 17 juin 2022 \| Darko Nović \| \| 25 \| 14 juillet 2022 – 20 novembre 2022 \| Hossam El Badry \| \| 26 \| 27 novembre 2022 – 8 janvier 2023 \| Khaled Lemmouchia \| \| 27 \| 8 janvier 2023 – 19 février 2023 \| Chiheb Ellili \| \| 28 \| 25 février 2023 – 15 juillet 2023 \| Billel Dziri \| \| 29 \| 6 août 2023 – 12 septembre 2023 \| Abdelkader Amrani \| \| 30 \| 13 septembre 2023 – 9 février 2024 \| Franck Dumas \| \| 31 \| depuis le 10 février 2024 \| Ammar Souayah \| |                                      |                     |
| mise à jour : 10 février 2024 |                                      |                     |
| # | Période                              | Nom                 |
| 1 | 8 octobre 2009 – 15 septembre 2010   | Noureddine Zekri    |
| 2 | 16 septembre 2010 – 31 décembre 2010 | Gianni Solinas      |
| 3 | 13 janvier 2011 – 15 avril 2011      | Gianni Dellacasa    |
| 4 | 17 avril 2011 – 15 août 2011         | Said Hadj Mansour   |
| 5 | 6 août 2011 – 19 septembre 2011      | Jaques Castellan    |
| 6 | 22 septembre 2011 – 16 juin 2012     | Alain Geiger        |
| 7 | 1er juillet 2012 – 8 septembre 2013  | Hubert Velud        |
| 8 | 8 septembre 2013 – 26 septembre 2013 | Kheireddine Madoui  |
| 9 | 27 septembre 2013 – 6 décembre 2013  | Jean-Christian Lang |
| 10 | 7 décembre 2013 – 7 novembre 2015    | Kheireddine Madoui  |
| 11 | 14 novembre 2015 – 30 mai 2016       | Alain Geiger        |
| 12 | 1er juin 2016 – 10 décembre 2016     | Abdelkader Amrani   |
| 13 | 11 décembre 2016 – 31 décembre 2016  | Malik Zorgane       |
| 14 | janvier 2017 – décembre 2017         | Kheireddine Madoui  |
| 15 | 18 décembre 2017 – 31 décembre 2017  | Malik Zorgane       |
| 16 | janvier 2018 - avril 2018            | Abdelhak Benchikha  |
| 17 | avril 2018 - juin 2018               | Malik Zorgane       |
| 18 | juillet 2018 - 23 novembre 2018      | Rachid Taoussi      |
| 19 | 23 novembre 2018 – 5 février 2019    | Noureddine Zekri    |
| 20 | 7 février 2019 – 30 mai 2019         | Nabil Neghiz        |
| 21 | juin 2019 – 17 octobre 2019          | Kheireddine Madoui  |
| 22 | 26 octobre 2019 – 28 février 2022    | Nabil Kouki         |
| 23 | 28 février 2022 – 17 avril 2022      | Rédha Bendris       |
| 24 | 17 avril 2022 – 17 juin 2022         | Darko Nović         |
| 25 | 14 juillet 2022 – 20 novembre 2022   | Hossam El Badry     |
| 26 | 27 novembre 2022 – 8 janvier 2023    | Khaled Lemmouchia   |
| 27 | 8 janvier 2023 – 19 février 2023     | Chiheb Ellili       |
| 28 | 25 février 2023 – 15 juillet 2023    | Billel Dziri        |
| 29 | 6 août 2023 – 12 septembre 2023      | Abdelkader Amrani   |
| 30 | 13 septembre 2023 – 9 février 2024   | Franck Dumas        |
| 31 | depuis le 10 février 2024            | Ammar Souayah       |

### Présidents
| Rang | Nom                  | Période     |
| ---- | -------------------- | ----------- |
| 1    | Brahim Dakoumi       | 1958-       |
| 2    | Lakhdar El Aïb       |             |
| 3    | Hamou Mami           |             |
| 4    | Youcef Bessou        |             |
| 5    | Abdallah Matem       |             |
| 6    | Messaoud Koussim     |             |
| 7    | Aissa Kedjali        |             |
| 8    | Rabah Bouzid         |             |
| 9    | Abderrahmane Samai   |             |
| 10   | Mohamed Belbay       |             |
| 11   | Djamel Madani        |             |
| 12   | Yazid Kirouani       |             |
| 13   | Mustapha Salhi       |             |
| 14   | Hakim Bouzidi        |             |
| 15   | Athmane Djabi        |             |
| 16   | Ali Khoudja          |             |
| 17   | Salim Boulahdjilat   |             |
| 18   | Kamel Eddine Mehdadi | 2002-2007   |
| 19   | Abdelhakim Serrar    | 2007-2012   |
| 20   | Hassan Hammar        | 2012-2019   |
| 21   | Fahd Halfaya         | 2019-2020   |
| 22   | Azzedine Arrab       | 2020        |
| 23   | Kamel Lafi           | 2020-2023   |
| 24   | Abdelhamid Rais      | Depuis 2023 |

Vingt-trois présidents se succèdent à la présidence de l'Entente, depuis la création du club en 1958. Le premier est Brahim Dakoumi à l'origine de la création du club, c'est sous son mandat que les Aigles Noirs jouent au Stade Mohamed Guessab (ex-Stade Municipal Eugène-Girod) premier stade du club à l'origine.
Dans les années 1960, le club prend la forme d'une société anonyme d'économie mixte sportive (SAEMS).
Kamel Eddine Mehdadi est le premier président qui a un mandat de 5 ans (2002 à 2007), sous son mandat l'ESS ne gagne qu'un titre national et un titre international : La Ligue des champions arabes de football. Malgré ces deux bons résultats, Kamel Eddine Mehdadi, ne restera pas au club.
Été 2007, Abdelhakim Serrar, ancien footballeur et international algérien devient le dix-neuvième président de l'Entente Sportif de Sétif, c'est sous son mandat que l'ES Sétif gagnera de nombreux titres et passera du statut Semi-professionnel à professionnel, il quitte le club fin 2012.
En juillet 2012, après une élection des gestionnaires de l'ES Sétif, le bureau fédéral du club décide que Hassan Hammar deviendra le vingtième président du club, sur le plan économique Sétif devient le troisième club le plus riche d’Algérie, après des ventes records de joueurs comme Abdelmalek Ziaya transféré pour 2,4 millions €.
En 2017, Hassan Hammar, gagne une seconde élection et entame un nouveau mandat, pour une durée de 5 ans.
En 2019, l’assemblée générale extraordinaire du club sportif amateur (CSA) a élu Fahd Halfaya et il est désormais le vingt-et-unième président de l'Entente Sportive Sétifienne.
En 2020, le 14 novembre précisément Kamel Lafi a été élu président du club amateur sportif de l'entente de Sétif, récoltant 22 voix contre 16 pour son concurrent direct Brahim Larbaoui.

### Transferts les plus chers de l'histoire de l'ESS

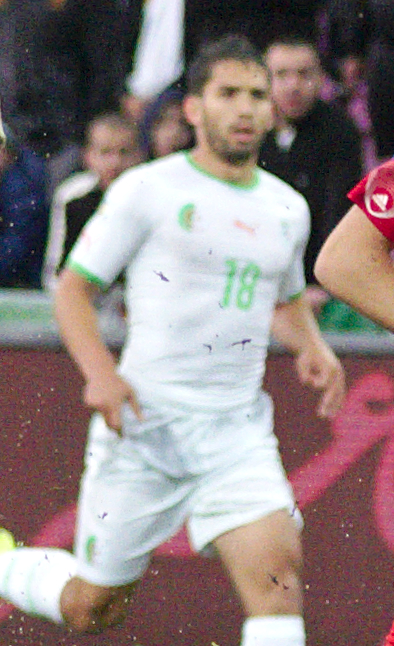
L'international Algérien Abdelmoumene Djabou est à l'heure actuelle le 3e plus gros transfert sortant de l'histoire de l'ES Sétif.

Le transfert entrant le plus onéreux de l'histoire du club est celui de l'attaquant international algérien Abdelmalek Ziaya pour 500 000 euros en provenance de l'ES Guelma à l'été 2005. Il est suivi par son compatriote Mohamed Amine Aoudia en provenance du Zamalek SC pour un montant estimé à 122 000 euros. Lors de ce mercato d'été 2011, les nouveaux propriétaires (notamment Abdelhakim Serrar et Hassan Hammar investissent massivement dans l'actif joueurs et s'attachent également les services de Djamel Benlamri et de Zakaria Haddouche qui arrivent pour 100 000 euros (JS Kabylie) et 72 000 euros (ASO Chlef).
Concernant les transferts sortants, la plus grosse vente dans l'histoire du club est celle de l'attaquant international algérien Abdelmalek Ziaya qui signe à l'Ittihad FC durant le mercato d'été 2010 contre 2,5 millions d'euros faisant de lui le deuxième joueur le plus cher de l'histoire d’Algérie.
Le deuxième transfert sortant record est celui du milieu international algérien Mohamed Amine Aoudia au Al-Shabab Riyad pour 2,2 millions d'euros en juillet 2015. En juillet 2012, l'ESS enregistre le départ d'Abdelmoumene Djabou au Club Africain contre 2 millions d'euros. Peu après, c'est Mourad Delhoum qui signe à l'Al-Nasr Riyad pour 200 000 euros.
Les plus grosses ventes et achats de joueurs dans l'histoire du club Sétifien :
| Rang | Joueur               | Montant   | Provenance | Date         |
| ---- | -------------------- | --------- | ---------- | ------------ |
| 1er  | Abdelmalek Ziaya     | 500 000 € | ES Guelma  | juillet 2005 |
| 2e   | Lamouri Djediat      | 230 000 € | Paradou AC | Juillet 2007 |
| 3e   | Mohamed Amine Aoudia | 122 000 € | Zamalek SC | août 2011    |
| 4e   | Djamel Benlamri      | 100 000 € | JS Kabylie | juillet 2015 |
| 5e   | Zakaria Haddouche    | 72 000 €  | ASO Chlef  | juillet 2015 |

| Rang | Joueur              | Montant   | Allant à        | Date         |
| 1er  | Abdelmalek Ziaya    | 2,5 M€    | Ittihad FC      | juillet 2010 |
| ---- | ------------------- | --------- | --------------- | ------------ |
| 2e   | Mohamed Benyettou   | 2,2 M€    | Al-Shabab Riyad | juillet 2015 |
| 3e   | Abdelmoumene Djabou | 2 M€      | Club Africain   | juillet 2012 |
| 4e   | Ishak Boussouf      | 900 000 € | Lommel SK       | août 2020    |
| 5e   | Akram Djahnit       | 300 000 € | Al-Arabi SC     | août 2015    |

### Effectif professionnel actuel
Mise à jour:5 février 2024

## Identité du club

### Différents noms du club
Depuis 1958, l'équipe de l'ESS est connue sous le nom de l’Entente sportive sétifienne, puis à la suite de l'arabisation des noms de clubs en 1970, l'équipe devient le WRS (Wifak Riadhi Staifi).
Avec les réformes sportives de 1977, le club va être parrainé par la société nationale des hydrocarbures Sonatrach ce qui induit le changement de son nom qui devient Entente pétrolière de Sétif (EPS), puis en 1984, le club change de parrainage pour adopter la société nationale de plastique, ainsi le nom du club change encore et devient l'Entente plastique de Sétif (EPS). En 1990, tous les clubs d'Algérie ont changer leurs appellations ainsi l'entente qui devient l'Entente sportive de Sétif.
Jusqu'au 2012, quand le nouveau président élu du club à l'époque Hassen Hammar, decide de reprendre le nom original du club lors de sa fondation en 1958, L'Entente sportive sétifienne, qui est maintenu jusqu'à aujourd'hui.
| Entente sportive sétifienne |
| --------------------------- |

| Wifak Riadhi Staifi |
| ------------------- |

| Entente pétrolière de Sétif |
| --------------------------- |

| Entente plastique de Sétif |
| -------------------------- |

| Entente de Sétif |
| ---------------- |

| Entente sportive de Sétif |
| ------------------------- |

| Entente sportive sétifienne |
| --------------------------- |

### Logo et couleurs
Depuis la fondation du club, ses couleurs sont le noir et le blanc, ou le noir est considéré comme signe de « deuil » pour les victimes des massacres du 8 mai 1945.

Ancien logo du club (Années 1990)
Ancien logo du club (Années 2000)
Ancien logo du club (Années 2000)
Logo avec 4 étoiles pour célébrer le 4e titre de Championnat de l'équipe (2009)
Ancien logo du club (2009-2011)
Ancien logo du club (2011-2013)
Ancien logo du club (2013-2014)
Ancien logo du club pour célébrer le 2e titre de ligue des champions (2014 - 2020)
Logo utilisé pour la saison 2020-2021.
Logo actuel du club (Depuis août 2021).

## Structures du club

### Stades

#### Stade Mohamed Guessab (ex-stade municipal Eugène-Girod)
Ce stade est le premier du club, il accueille les matchs de l'ESS depuis l'Indépendance jusqu'au début des années 2000, où le stade devient trop petit et ferme en 2008 pour des travaux de rénovation ; il ouvre à nouveau en janvier 2023.

#### Stade du 8 mai 1945

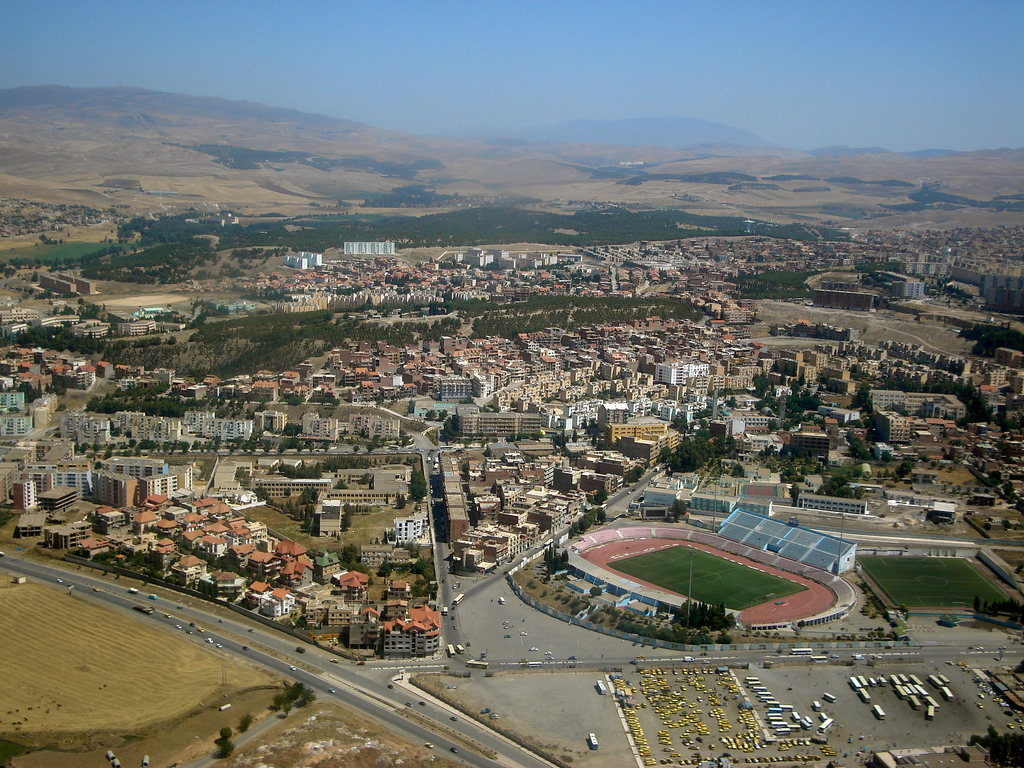
Stade du 8-Mai-1945 à Sétif.

#### Nouveau stade de Sétif
Le Nouveau Stade de Sétif sera le futur stade de l'équipe d'Algérie et de l'ES Sétif. Sa capacité sera de 50 000 places, il sera l'un des stades les plus modernes d'Afrique. Actuellement le projet est gelé.

## Aspect juridiques et économiques

### Aspects juridiques
L'ES Sétif est un club affilié à la FAF. Le club est composé d'une association (CSA) et d'une société (SSPA). Le CSA gère la section amateur.
La société ES Sétif, au capital social de 200 milliards de centimes, possède le statut de Société sportive par actions (SSPA) depuis 2010. Cette SSPA comporte une direction et un conseil d'administration servant d'instrument de contrôle de la gestion du club. Elle a vocation à gérer à la fois la section professionnelle de l'ES Sétif mais aussi les équipes de jeunes (dès moins de douze ans jusqu'à l'équipe réserve).
L'actionnaire majoritaire du club est le Club sportif amateur (CSA) en novembre 2020, avant que Sonelgaz ne rachète les actions de la SSPA Black Eagles mi-2023.

### Organigramme
| Noms                                     | Fonctions         |
| ---------------------------------------- | ----------------- |
| Abdelhamid Rais                          | Président         |
| Nabil Gouasmia                           | Directeur général |
| Dhia Eddine Boulahdjilet[réf. souhaitée] | Directeur sportif |
| Nabil Kebaili                            | Membre du CA      |
| Houcine Khoudja Rachedi                  | Membre du CA      |
| Walid Sadi                               | Membre du CA      |
| Derradji Bendjaballah                    | Membre du CA      |
| Widad Hamroun                            | Membre du CA      |

### Aspects économiques

#### Sponsoring
- Djezzy
- Sonatrach

#### Compte de résultat prévisionnel
Chaque saison, l'ES Setif publie son budget prévisionnel de fonctionnement après validation auprès de la FAF avant la création d'une DNCG en Algérie la FAF est donc, l'instance qui assure le contrôle administratif, juridique et financier des associations et sociétés sportives de football afin d'en garantir la pérennité. Le budget prévisionnel d'un club s'établit en amont de l'exercice à venir et correspond à une estimation de l'ensemble des recettes et des dépenses prévues par l'entité. Le tableau ci-dessous résume les différents budgets prévisionnels du club sétifois saison après saison.
| Saison | 2008-2009 | 2009-2010 | 2010-2011 | 2011-2012 | 2012-2013 | 2013-2014 | 2014-2015 | 2015-2016 | 2016-2017 |
| Budget | 6,3 M€    | 6,5 M€    | 6,5 M€    | 7,5 M€    | 7,5 M€    | 9 M€      | 10,4 M€   | 8,3 M€    | 9,2 M€    |
| Saison | 2017-2018 | 2018-2019 | 2019-2020 |           |           |           |           |           |           |
| Budget | 10 M€     | 10 M€     | 10 M€     |           |           |           |           |           |           |

## Autres équipes

### Équipe réserve
L'équipe réserve de l'ES Sétif, connue depuis 2011 comme le l'ES Sétif Réserve et renommée depuis l'ES Setif U21, joue sur un terrain de 5 000 places situé à proximité du stade du 8-Mai-1945 à Sétif.
Plusieurs fois championne de la Ligue 1 Mobilis U21 (division pour les équipes réserve algérien) à quatre reprises (2011, 2014, 2015 et 2016). L'équipe obtient en juin 2011, le droit de jouer en championnat d’Algérie U21, ceci sous l’impulsion du ministère du sport Algérien, souhaitant moderniser et professionnaliser le football algérien.
L'ES Setif, possédé des équipes de jeunes :  U20, U19, U18, U17, U16 et U15.
Le tableau suivant liste les joueurs sous contrat professionnel évoluant au sein du club pour la saison 2018-2019 et n'entrant pas dans les plans de l'équipe première. Certains poursuivent leur formation dans les différentes équipes réserves du club et d'autres sont en instance de départ (transfert).

## Culture populaire

### Supporters
Il y a deux groupes Ultras pour supporter l'Entente
| Nom              | Abréviation | Emplacement du Stade | Date |
| ---------------- | ----------- | -------------------- | ---- |
| Ultras Inferno   | UI10        | Pelouse              | 2010 |
| Les fidèles 1958 | LF58        | Curva nord           | 2023 |

### Clubs rivaux
| - USM Sétif - JS Kabylie - CS Constantine - CA Bordj Bou Arreridj |  | - CR Belouizdad - MC El Eulma - MC Alger |  |  |

La rivalité avec le MC Alger est grande.
Le derby de l’Est oppose l’ES Sétif au CS Constantine le 2e d’Algérie contre le 7e d’Algérie.
Les derbys des Hauts-Plateaux sont des derbys régionaux, l'ES Sétif y croisent le MC El Eulma et CA Bordj Bou Arreridj.